# Eudorylas ephippium
Eudorylas ephippium är en tvåvingeart som beskrevs av Skevington 2003. Eudorylas ephippium ingår i släktet Eudorylas och familjen ögonflugor.
Artens utbredningsområde är Victoria i Australien. Inga underarter finns listade i Catalogue of Life.